# Mr. Sandy
«Mr. Sandy» (русск. Мистер Сэнди) — сеть ресторанов фастфуд. Бизнес открылся в 1984 году в США. Mr.Sandy, в шутку называли друзья и соседи главу семьи Weaver. Так и появилось имя компании.
«Mr.Sandy» — семейное предприятие, владеющее 48-ю точками, примерно по 3 точки приходятся на одного совершеннолетнего члена семьи. Общее количество точек, открытых на условиях франчайзинга, составляет более 1500.
Ассортимент ресторанов включает пиццу, сендвичи, хот доги, багеты с начинками, блины, картофель фри, кислородные коктейли и др.
Mr.Sandy осуществляет деятельность в формате уличной торговли на вынос. На фуд-кортах работает примерно 180 точек, а отдельных предприятий ресторанного типа всего 62. Основной упор делается на одноформатные точки с одним видом продукции.
В 2009 году к логотипу компании были добавлены цветные прямоугольники, связанные с выходом на рынки других стран: Чехии, России, Украины, Франции, Греции и др. В 2009 году началось открытие точек в Чехии и Франции. В 2010 году будут открыты точки в России и на Украине.

## Страны, в которых представлена сеть Mr.Sandy
- США
- Франция
- Чехия
- Греция
- Российская Федерация
- Украина
- Казахстан

## Официальный сайт
- Mr.Sandy в России (рус.)
- Mr.Sandy (англ.)